# پنیر دودی

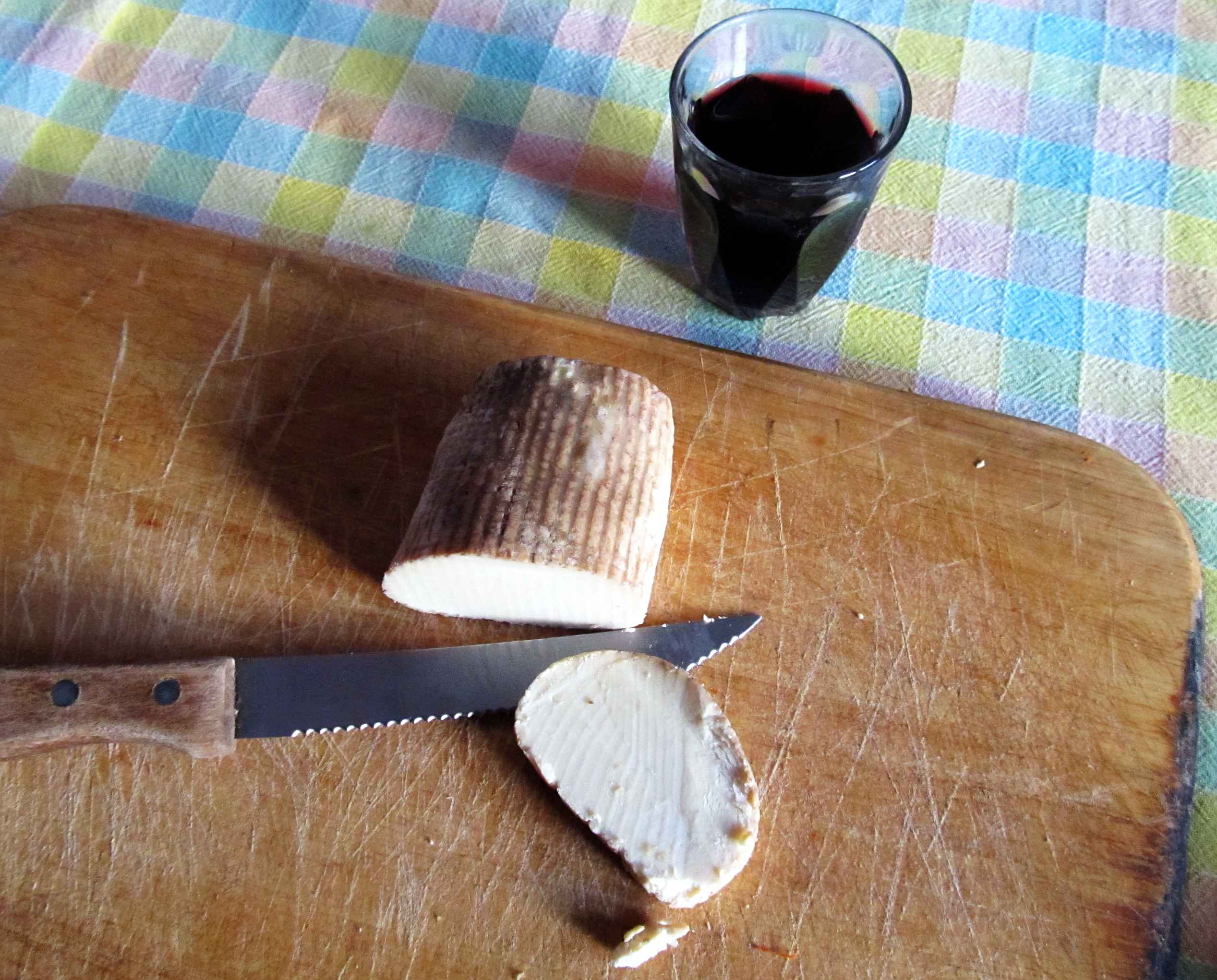
پنیر ریکوتا دودی از لاسیلا، کالابریا، ایتالیا

پنیر دودی به هر پنیری گفته می‌شود که به‌طور خاص دودی شده باشد. به‌طور معمول دارای یک لایه بیرونی قهوه ای مایل به زرد است که نتیجه این فرایند پخت است.

## فرایند تهیه
دودی کردن معمولاً به یکی از دو روش انجام می‌شود: دود سرد و دود گرم. روش دودی کردن سرد (که بسته به نوع غذا می‌تواند تا یک ماه طول بکشد) غذا را در دمای بین ۲۰ تا ۳۰ درجه سانتی گراد (۶۸ تا ۸۶ درجه فارنهایت) دود می‌کند. دود داغ، غذا را به‌طور جزئی یا کامل می‌پزد و آن را در دمای ۴۰ تا ۹۰ درجه حرارت می‌دهد. درجه سانتیگراد (۱۰۴ درجه تا ۱۹۴ درجه فارنهایت).
روش دیگری که معمولاً در پنیرهای ارزان‌تر استفاده می‌شود، استفاده از طعم‌دهنده دودی مصنوعی برای دادن طعم دودی به پنیر و رنگ خوراکی است تا ظاهری شبیه دودی به روش سنتی‌تر به پنیر بدهد.

## پنیرهای دودی معمولی
برخی از پنیرهای دودی که معمولاً تولید و فروخته می‌شوند عبارتند از: گرویه دودی، گودا دودی (روککااس)، پروولونه، راوچکاسه، اسکامورزا، سولگونی، اوسیپک، فینسک ریژوست و چدار دودی.

## آلبوم عکس

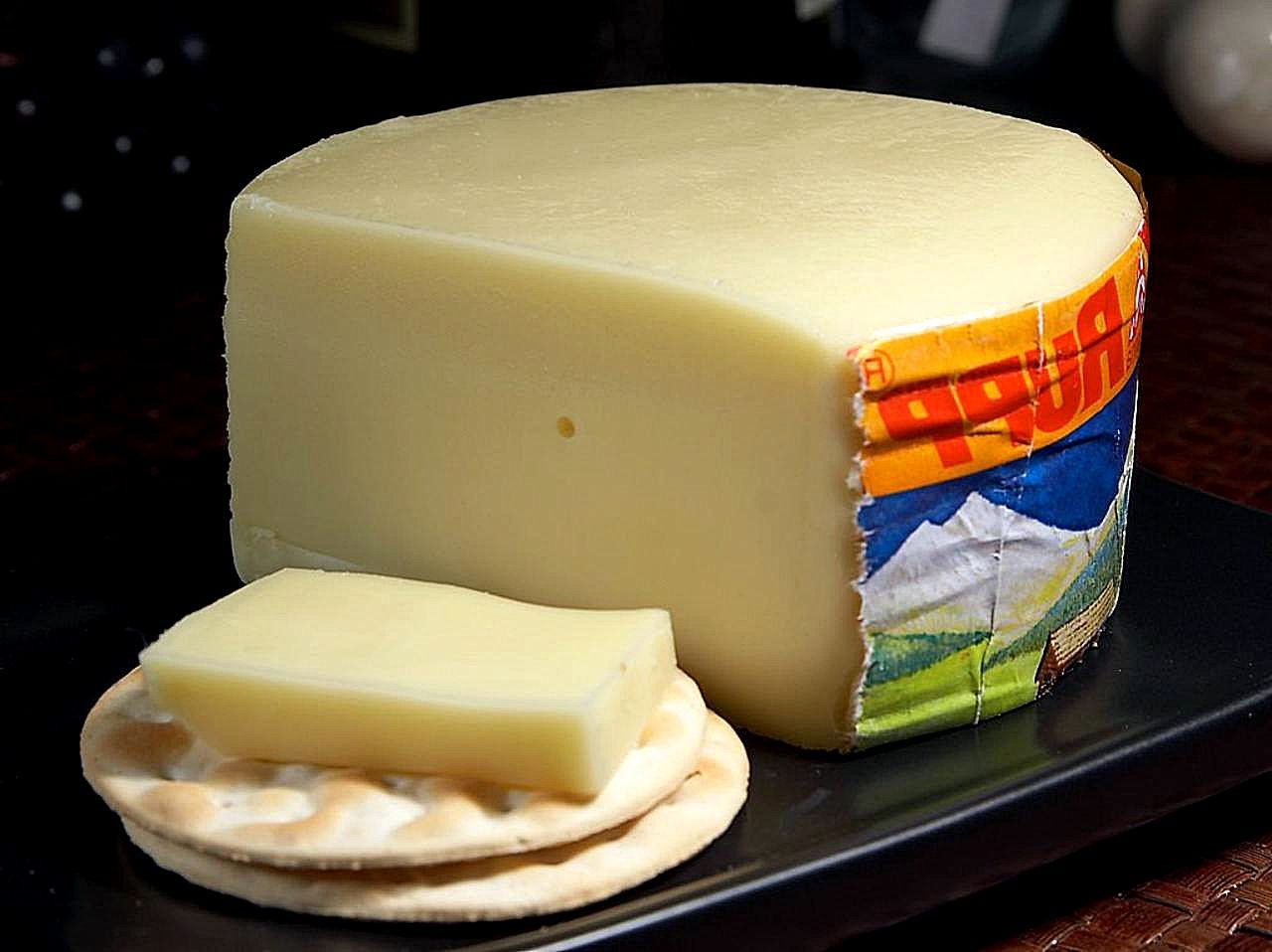
پنیر دودی اتریشی
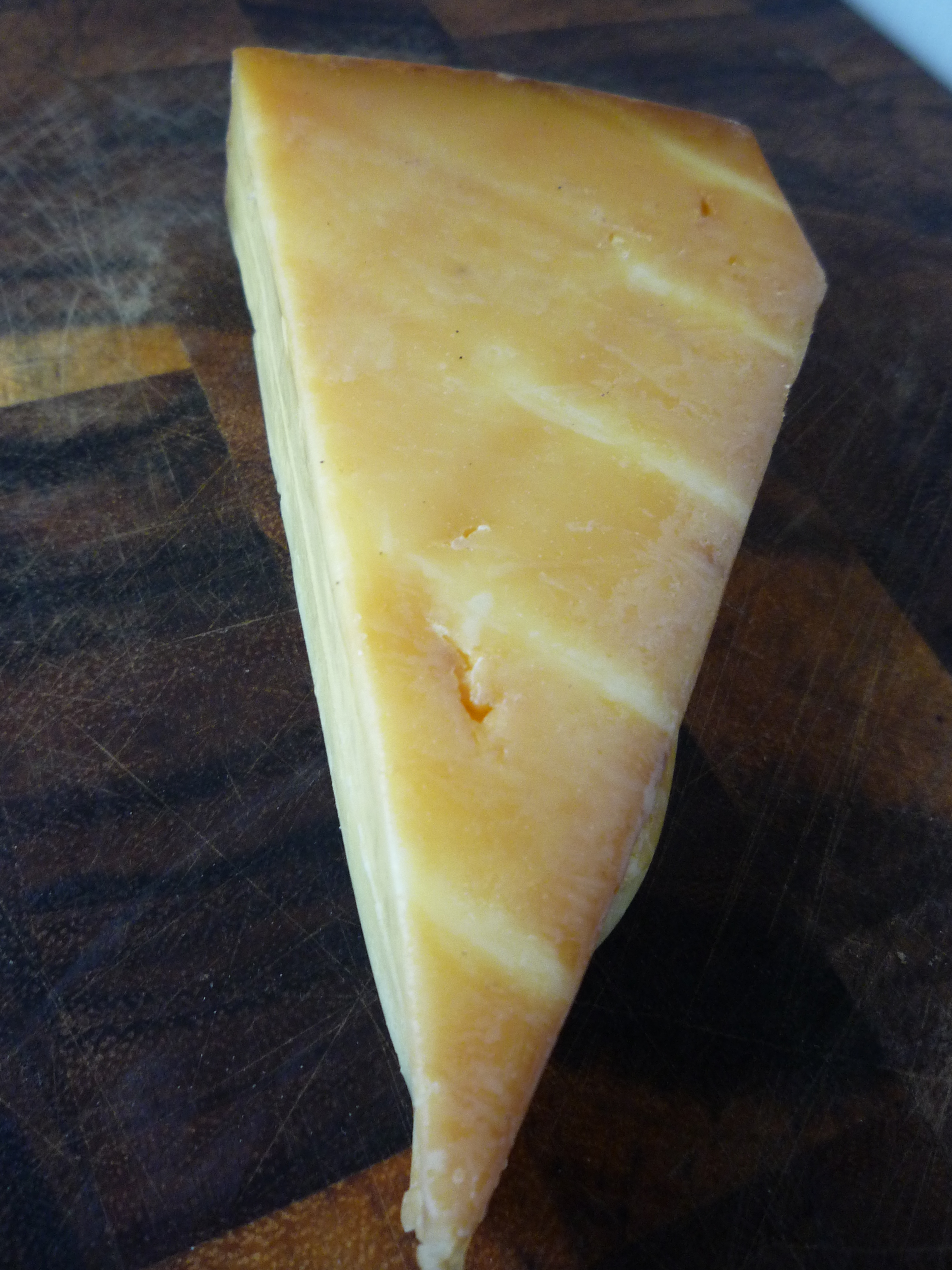
پنیر شکارچی دودی لینکلن شایر
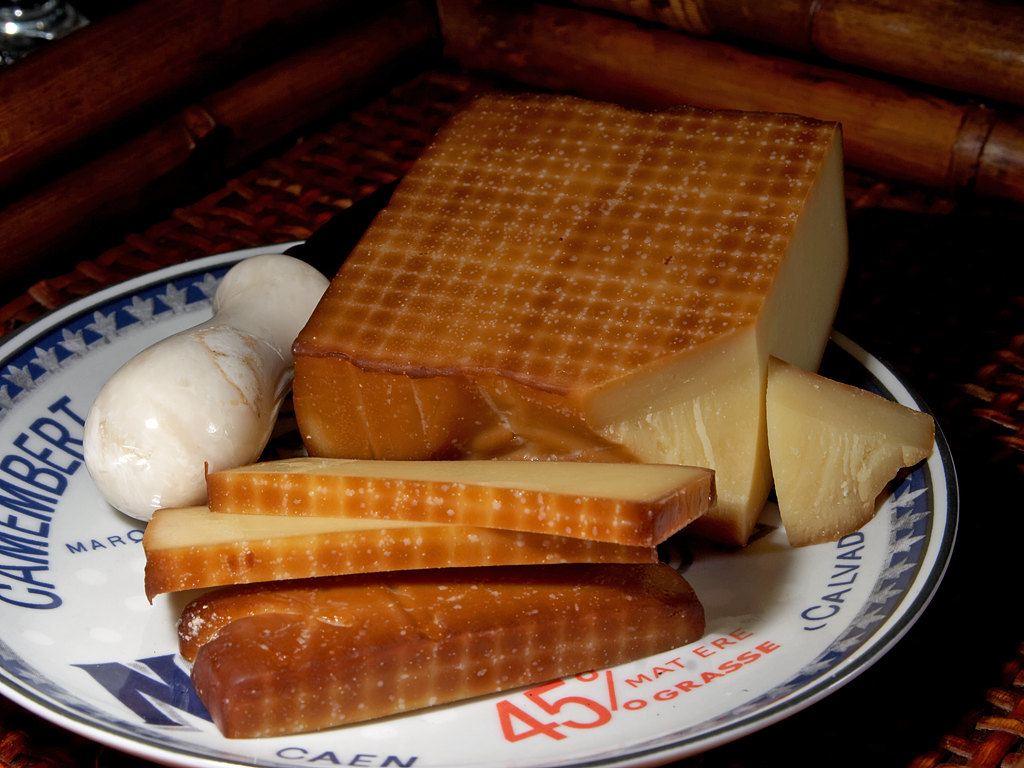
پنیر گرویر دودی
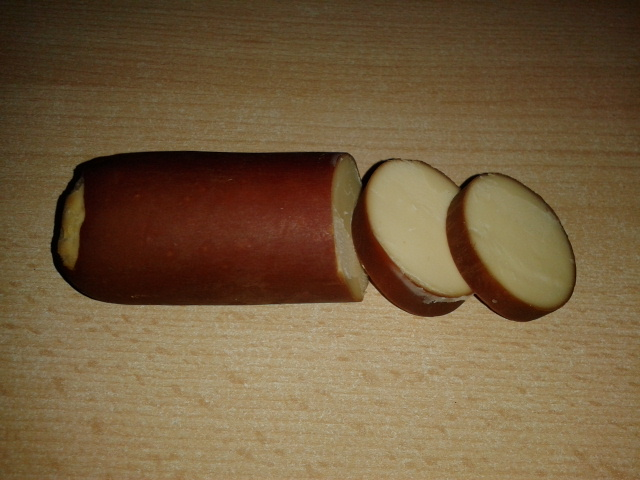
پنیر دودی در هلند

## بیشتر خواندن
- جولیت هاربوت کتاب پنیر جهان پنگوئن، ۵ اکتبر ۲۰۰۹ صفحهٔ ۲۳